# Julius Olsen
Gert Julius Olsen (* 27. September 1887 in Sisimiut; † 25. Februar 1972 in Nuuk) war ein grönländischer Katechet, Missionar und Übersetzer.

## Leben
Julius Olsen war der Sohn des Oberkatecheten Tomas Kristoffer Samuel Olsen (1843–1919) und seiner Frau Johanne Gjertrud Kirsten Inger Johansen (1854–1911). Der Missionar Gustav Olsen (1878–1950), der Landesrat Frederik Olsen (1882–1969) und der Expeditionsteilnehmer Jakob Olsen (1890–1936) waren seine Brüder.
Julius Olsen studierte an Grønlands Seminarium und wurde 1910 als Katechet nach Ostgrönland geschickt. Sein älterer Bruder Gustav war im Vorjahr in ähnlicher Mission nach Nordgrönland gesandt worden. Julius Olsen reiste gemeinsam mit seiner Frau Charlotte Møller, einer Tochter des Fotografen John Møller, nach Ostgrönland, wobei die Reise ein Jahr dauerte, da sie via Dänemark stattfinden musste. Er war als Katechet unter Missionar Christian Rosing tätig, der bis 1922 in Ostgrönland blieb, anschließend unter dessen Sohn Peter Rosing.
Nachdem bis 1921 alle Tunumiit getauft worden waren, kehrte Julius Olsen 1924 nach knapp 15 Jahren in Ostgrönland nach Westgrönland zurück. Ab 1925 war er als Oberkatechet in Qeqertarsuatsiaat tätig und wenig später wurde er Oberkatechet in Nuuk, wo er den Rest seines Lebens blieb. Während seiner Zeit in Ostgrönland berichtete er über die Atuagagdliutit von seiner Arbeit, der einzigen Möglichkeit für die westgrönländische Bevölkerung, von den Entwicklungen im ihnen unbekannten Ostgrönland zu erfahren. Nach Einführung des Radios in den 1920er Jahren war er zudem häufig darüber zu hören. In Nuuk war er als Lehrer an Grønlands Seminarium tätig, wo er sich vor allem mit sprachlichem Talent auszeichnete. 1931 veröffentlichte er gemeinsam mit William Thalbitzer, Jonathan Petersen und Henrik Lund das Buch Tunumiut taigdliait, eine westgrönländische Übersetzung ostgrönländischer Gedichte. Daneben übersetzte er um 1960 Emma Orczys The Scarlet Pimpernel (Pimpernel perĸusersôĸ) und Howard Pyles Robin Hood ins Grönländische. In den späteren Jahren vor seiner Pensionierung war er als Propsthelfer tätig.
Julius Olsen starb 1972 im Alter von 84 Jahren. Über seine Tochter Mariane Julie Ane Kirsten Olsen (1913–?) war er der Großvater des Politikers Stephen Heilmann (1941–2019). Über seine Tochter Johanne Ena Ane Louise Olsen (1918–2000) war er der Urgroßvater der US-amerikanischen Schauspielerin Amandla Stenberg (* 1998). Über seine Tochter Helga Ellen Rosa Olsen (1924–2020) war er der Schwiegervater von Erik Egede (1923–1967), der Großvater von Kaj Egede (1951–2013) und der Urgroßvater von Qupanuk Olsen (* 1985) und ihrem Cousin Múte B. Egede (* 1987).